# Vulgaire, violent et ravi d'être là
Albums de Sadek
Nique le casino
(2016) Johnny de Janeiro
(2018)
Vulgaire, violent et ravi d'être là ou VVRDL est le troisième album de Sadek sorti le 15 septembre 2017.

## Liste des pistes
| No  | Titre                  | Durée |
| --- | ---------------------- | ----- |
| 1.  | Bender                 | 3:12  |
| 2.  | Les gants              | 3:07  |
| 3.  | La rue c'est paro      | 3:39  |
| 4.  | Napoli                 | 4:30  |
| 5.  | Madre mia (avec Ninho) | 3:28  |
| 6.  | Cartier panthère       | 2:46  |
| 7.  | En leuleu (avec Niska) | 3:00  |
| 8.  | Sanz                   | 2:42  |
| 9.  | Zahouania              | 3:47  |
| 10. | La tour (avec Jok'Air) | 4:30  |
| 11. | Petit prince           | 6:17  |
| 12. | La vache               | 3:23  |
| 13. | Imma                   | 3:29  |
| 14. | Maladie                | 3:38  |
| 15. | Villa                  | 3:45  |
| 16. | Dans la lune           | 3:21  |
| 17. | Yankee Stadium         | 2:45  |
| 18. | Ça va aller            | 3:46  |

## Clips vidéos
- Petit prince : 21 avril 2017
- Dans la lune : 12 mai 2017
- En leuleu (avec Niska) : 5 juillet 2017
- La vache : 25 août 2017
- Madre mia (avec Ninho) : 28 septembre 2017
- Napoli : 8 décembre 2017
- Imma : 10 janvier 2018
- Maladie : 21 mars 2018

## Accueil commercial
L'album s'écoule à 11 952 exemplaires une semaine après sa sortie.

### Certifications et ventes
| Région        | Certification | Ventes/Streams |
| ------------- | ------------- | -------------- |
| France (SNEP) | Platine       | 100 000        |